# Yozgat (district)
Yozgat is een Turks district in de provincie Yozgat en telt 95.275 inwoners (2007). Het district heeft een oppervlakte van 2054,3 km². Hoofdplaats is Yozgat.
De bevolkingsontwikkeling van het district is weergegeven in onderstaande tabel.
| 1997   | 2000    | 2007   |
| ------ | ------- | ------ |
| 96.734 | 113.614 | 95.275 |